# Daphne & Velma - Il mistero della Ridge Valley High
Daphne & Velma - Il mistero della Ridge Valley High (Daphne & Velma) è un film del 2018 diretto da Suzi Yoonessi ed interpretato da Sarah Jeffery e Sarah Gilman.
Prodotto da Ashley e Jennifer Tisdale, il film è uno spin-off del franchise di Scooby-Doo.
È stato presentato al Chicago Comic and Entertainment Expo il 7 aprile 2018 ed è stato distribuito in DVD, Blu-ray e Digital HD il 22 maggio 2018 dalla Warner Home Video.
Il film ha un forte messaggio riguardo all'ottimismo e all'emancipazione femminile.

## Trama
Daphne Blake è una studentessa del liceo che ha uno show sul web semi-popolare che parla della possibilità di alieni e di eventi soprannaturali. Velma Dinkley è l'amica online di supporto di Daphne, ma critica, che crede che ci sia una spiegazione logica per tutto. Dopo le web chat di Velma, Daphne, dopo il suo ultimo episodio, rivela a Velma che i suoi genitori si trasferiranno a Ridge Valley, dove Velma attualmente frequenta il liceo.
Dopo una perfetta mattinata a casa, Daphne si imbarca nel suo primo giorno alla Ridge Valley High. Incontra rapidamente Carol, la sua consulente senior, che le mostra la vasta collezione di tecnologie avanzate della scuola create dalla Bloom Innovative, una famosa azienda tecnologica. Durante il suo tour, Daphne incontra Velma, che non le parla. Più tardi quel pomeriggio, Daphne vede uno studente di nome Spencer entrare in un armadietto aperto come se fosse in trance.
A casa, il padre di Daphne rivela di averla protetta per tutta la vita, facendo di tutto per seguirla dappertutto nel tentativo di rendere la sua vita "perfetta". Scioccata e frustrata da suo padre, Daphne giura di fare tutto da sola senza l'aiuto di suo padre. Il giorno successivo, Daphne inizia una discussione accesa con Velma sul loro progetto scientifico, che Velma ha intenzionalmente sabotato. L'argomentazione porta le ragazze ad essere inviate all'ufficio della preside, che le mette sul "miglior divano per la risoluzione dei conflitti". Il divano aiuta le ragazze a mettere da parte le loro differenze e Velma rivela che stava proteggendo Daphne perché sapeva degli strani avvenimenti a scuola. Daphne e Velma giurano di risolvere il mistero degli studenti scomparsi.
Le ragazze notano Spencer che agisce in modo innaturale e sospettano un altro studente di nome Griffin Griffiths. La famiglia di Griffin ha ereditato uno stage dalla Bloom Innovative, al quale Spencer era attualmente in attesa di essere offerto. Daphne e Velma seguono Griffin, ma anche lui entra nello stesso armadietto di Spencer e scompare, escludendolo come sospetto.
Le ragazze si rendono conto che l'unico modo per capire chi c'è dietro le sparizioni è che Velma sia in lizza per ricevere lo stage Bloom, posizionandosi sopra il Bloom Bracket, un sistema di classificazione competitivo progettato per classificare gli studenti accademici ed extracurricolari. Mikayla, un'amica comune di Daphne e Velma, è attualmente in cima alla Bloom Bracket. Daphne tenta di aiutare Velma a vincere lo stage, anche se nel processo, devono sabotare altri studenti per proteggerli. Il piano funziona e Velma sale al secondo posto. Tuttavia, non sono in grado di far uscire Mikayla dal primo posto a causa del suo ampio coinvolgimento extrascolastico e della sua passione per l'arte. Come piano di riserva, le ragazze tagliano il potere alla mostra d'arte di Mikayla, ma il piano si ritorce contro quando vedono un fantasma ammantato di cenere.
Daphne e Velma scoprono una stanza segreta mentre cercano di scappare dal fantasma. Con il fantasma che li insegue ancora, le ragazze escogitano un piano per far inciampare il fantasma. Scoprono che il fantasma è in realtà il padre di Daphne in un accappatoio, che la sta ancora seguendo. Dopo che Daphne risponde freddamente, suo padre si rende conto che lei è capace di gestire il proprio destino, ed è semplicemente spaventato per lei e vuole proteggerla dal mondo. Daphne parla in chat con sua madre, che però viene catturata da Tobias Bloom. Le ragazze si rendono conto che Bloom è dietro le sparizioni e vanno nel quartier generale della sua compagnia con l'aiuto del padre di Daphne.
Le ragazze affrontano Tobias Bloom dopo essersi introdotte furtivamente nel quartier generale, ma scoprono che è semplicemente un ologramma. Daphne e Velma trovano Carol, che rivela di aver creato la Bloom Innovative e di aver fatto da studente alla Ridge Valley High. Inoltre, ha tentato di usare la copertura della compagnia per rapire studenti e rubare le loro idee creative per diventare ricchi e famosi. Carol viene rapidamente arrestata dalla polizia. Le ragazze tornano alla scuola appena riformata e si riuniscono con Mikayla e Spencer. Daphne e Velma tornano a casa da scuola per vedere che il loro schermo del computer è stato hackerato da un possibile vero fantasma, che minaccia le ragazze di stare alla larga. Non spaventati dall'apparizione, le ragazze giurano di controllare il mistero.

## Produzione
Il 28 novembre 2017, venne annunciato che il film sarebbe stato distribuito nel 2018, venendo descritto come uno spin-off prequel dei film originali basati sul personaggio di Scooby-Doo, incentrato su Daphne Blake e Velma Dinkley, interpretate rispettivamente da Sarah Jeffery e Sarah Gilman. In un'intervista a Icon Vs. Icon che ha avuto luogo cinque giorni prima dell'uscita del film, Sarah Gilman ha rivelato che il film è stato girato in 17/18 giorni. Gilman ha inoltre affermato che il film era destinato a dare potere alle donne e alle ragazze, affermando che:

## Promozione
Il 27 marzo 2018 è stato pubblicato il trailer ufficiale del film.

## Distribuzione
Il 27 marzo 2018 è stata fissata una data di uscita per il 22 maggio 2018. Il film è stato distribuito in DVD, Blu-ray e su varie piattaforme digitali.
In Italia è andato in onda su Premium Cinema il 9 dicembre 2018.

## Accoglienza

### Critica
Il film è stato accolto in maniera mista dalla critica e negativamente dal pubblico. Sull'aggregatore di recensioni Rotten Tomatoes l'indice di gradimento del pubblico arriva al 41% con un voto medio di 2,6 su 5, basato su 46 utenti, mentre su IMDb ha un punteggio di 4,3 su 10, basato su 654 utenti.
Danielle Solzman di SolzyAtTheMovies ha recensito positivamente il film, lodandolo per la sua formidabile recitazione e il messaggio di emancipazione femminile. Solzman afferma "Il film non potrebbe venire in un momento migliore per le donne, anche se vengono raccontate nuove storie, la sceneggiatura rimane fedele alla storia ... Sarah Gilman è assolutamente stupefacente nel suo approccio con Velma Dinkley. Ama il personaggio e lo rende suo. Dovrebbe essere una performance che i fan apprezzeranno quando il franchise andrà in questa nuova direzione".
Andrews Shearer dell'Augusta Chronicle ha inoltre elogiato i forti personaggi femminili nel film. "Non includendo gli altri membri di Mystery Incorporated, il film si interrompe dal vecchio modello usato dagli spettatori (non un singolo riferimento ai personaggi maschili del franchise) e forgia il suo percorso rinfrescante. A differenza dei precedenti due film di Scooby-Doo, che miravano a essere il più fedele possibile ai classici cartoni animati, Daphne & Velma pone l'attenzione sulle relazioni femminili e sulle immagini di donne in tecnologia, che smantellano efficacemente quasi ogni tropo di film delle scuole superiori lungo la strada".
Renee Schonfeld del Common Sense Media ha invece scritto una recensione negativa, dando al film 2 stelle su 5. Schonfeld deride lo spin-off, affermando che "Le due Sarah (Jeffery e Gilman) come Daphne e Velma danno il loro tutto ... una storia di routine, effetti di sottofondo e scrittura deludente".